# Sejong Sportstoto
Sejong Sportstoto Women’s Football Club ist ein Fußballfranchise aus Sejong, Südkorea. Aktuell spielt das Franchise in der WK-League, der höchsten Spielklasse des Frauenfußballs in Südkorea. Seit dem 29. Januar spielt das Franchise in Gumi. Zuvor spielte es in Daejeon als Daejeon Sportstoto.

## Geschichte
Das Franchise wurde am 16. März 2011 gegründet und spielt seit der Saison 2011 in der WK-League.
In ihrer ersten Saison erreichten sie nur den letzten Platz. Das Franchise holte in der Saison nur 6 Punkte aus 21 Spielen. Dies war ein neuer Negativrekord in der WK-League. Die darauffolgende Saison wurde deutlich besser. Sie erreichten am Ende der Saison den 4. Platz. In der Saison 2013 konnten sie ihren 4. Platz allerdings nicht verteidigen und wurden Fünfter. Die Saison 2014 verlief wieder besser als die Saison davor. Sie erreichten den 4. Platz, wobei nur 4 Punkte zum 3. Platz fehlten. In der letzten Saison zogen sie am 29. Januar von Daejeon nach Gumi und benannten sich in Gumi Sportstoto um. Sie erreichten am Saisonende Platz 5.
| Saison | Liga      | Platz    | Tore  | Punkte |
| ------ | --------- | -------- | ----- | ------ |
| 2011   | WK-League | 8. Platz | 13:49 | 6      |
| 2012   | WK-League | 4. Platz | 31:43 | 26     |
| 2013   | WK-League | 5. Platz | 27:34 | 29     |
| 2014   | WK-League | 4. Platz | 32:31 | 32     |
| 2015   | WK-League | 5. Platz | 30:26 | 30     |
| 2016   | WK-League | 3. Platz | 31:27 | 36     |
| 2017   | WK-League | 6. Platz | 34:43 | 32     |

## Stadion
Ihre Heimspiele trägt die Mannschaft im Gumi-Stadion aus.